# Victoria Elizabeth Schwab
Victoria Elizabeth Schwab (Nashville, 7 de juliol de 1987) és una autora estatunidenca de fantasia, ciència-ficció i terror. És coneguda per la seva novel·la The Invisible Life of Addie LaRue i per la sèrie Shades of Magic.
Schwab ha publicat obres infantils i juvenils sota el nom de Victoria Schwab, i també altres destinades a un públic més adult, sota el nom de ploma de V. E. Schwab, fent servir les seves inicials per combatre els estereotips de gènere entre els lectors adults.
Les seves històries es basen en la vida quotidiana, destacant els seus elements màgics i l'exploració de la condició personal. La identitat de gènere també està present a les seves trames, encara que sigui de manera subtil.

## Biografia
Victoria va créixer a Nashville, i ha viscut a Saint Louis, Brooklyn, Liverpool i Edimburg. Va estudiar a la Universitat Washington a Sant Louis, provant diverses branques com ara el disseny gràfic, la història de l'art o l'astrofísica. Va aconseguir acabar la seva novel·la The Near Witch just una setmana abans de la graduació, l'any 2009.
Després que l'editorial de Disney, Hyperion Books, publiqués The Near Witch (2011), Schwab va començar una prolífica carrera com a escriptora, alternant les novel·les per a joves i per a adults, que la va portar a signar, l'any 2017, un contracte d'un milió de dòlars amb l'editorial Tor Books.
El mateix any 2017, l'autora va ser notícia quan l'editorial Rosman Publishing, que publicava a Rússia la seva trilogia Shades of Magic, va retallar sense el seu consentiment les escenes romàntiques entre dos personatges gais de la saga. Schwab, que va fer pública la seva homosexualitat amb vint-i-nou anys, va acabar venent els drets de la saga a l'editorial AST, la qual es va comprometre a incloure les escenes retallades i publicar la seva trilogia com a novel·les per a adults.
Victoria ha manifestat en diverses entrevistes la seva admiració per autors com ara Neil Gaiman, J.K. Rowling, Susanna Clarke, Holly Black i Erin Morgenstern.
L'autora té un màster de Belles Arts a la Universitat d'Edimburg, amb una tesi sobre la presència de monstres a l'art medieval.

## Obra

### Com a Victoria Schwab
Sèrie The Archived
1. The Archived. Hyperion, 2013.
2. The Unbound: and Archived novel. Hyperion, 2014.
3. «Leave the Windows Open». Història curta compartida al blog de l'autora l'any 2015, per commemorar el llançament de l'edició en tapa tova de The Unbound.[12]

Sèrie Everyday Angel
1. New Beginnings. Scholastic Inc., 2014.
2. Second Chances. Scholastic Inc., 2014.
3. Last Wishes. Scholastic Inc., 2015.

Sèrie Monsters of Verity
1. This Savage Song: a Monsters of Verity Novel. Greenwillow Books, 2016.
2. Our Dark Duet. Greenwillow Books, 2017.

Sèrie Cassidy Blake
1. City of Ghosts. Scholastic Press, 2018.
2. Tunnel of Bones. Scholastic Press, 2019.
3. Bridge of Souls. Scholastic Press, 2021.

Altres
- Spirit Animals - Fall of the Beasts #2: Broken Ground. Scholastic Inc., 2015.
- «Death Knell», dins Because You Love to Hate Me: 13 Tales of Villainy. Bloomsbury, 2017.
- «Black Hole», dins (Don't) Call Me Crazy: 33 Voices Start the Conversation About Mental Health. Algonquin Young Readers, 2018.

### Com a V. E. Schwab
Sèrie The Near Witch
1. «The Ash-Born Boy». Història curta per commemorar el llançament de l'edició en tapa tova de The Near With.[13]
2. The Near Witch. Hyperion, 2011.

Sèrie Villains
1. «Warm Up». Història curta compartida a la pàgina de l'editorial Tor l'any 2013.[14] També dins ExtraOrdinary: A villains Story.
2. Vicious. Tor Books, 2013.
3. Vengeful. Tor Books, 2018.

Sèrie Villains - novel·les gràfiques
- ExtraOrdinary: A Villains Story. Titan Comics, 2021.

Sèrie Shades of Magic
1. A Darker Shade of Magic. Tor Books, 2015.
2. A Gathering of Shadows. Tor Books, 2016.
3. A Conjuring of Light. Tor Books, 2017.

Sèrie Shades of Magic - novel·les gràfiques
1. Shades of Magic Vol. 1: The Steel Prince. Titan Comics, 2019.
2. Shades of Magic Vol. 2: Night of Knives. Titan Comics, 2019.
3. Shades of Magic Vol. 3: The Rebel Army. Titan Comics, 2020

Altres
- «First Kill», dins Vampires Never Get Old: Tales With Fresh Bite. Imprint, 2020.
- The Invisible Life of Addie LaRue. Tor Books, 2020.
- Gallant. Greenwillow Books, 2022.

## Adaptacions

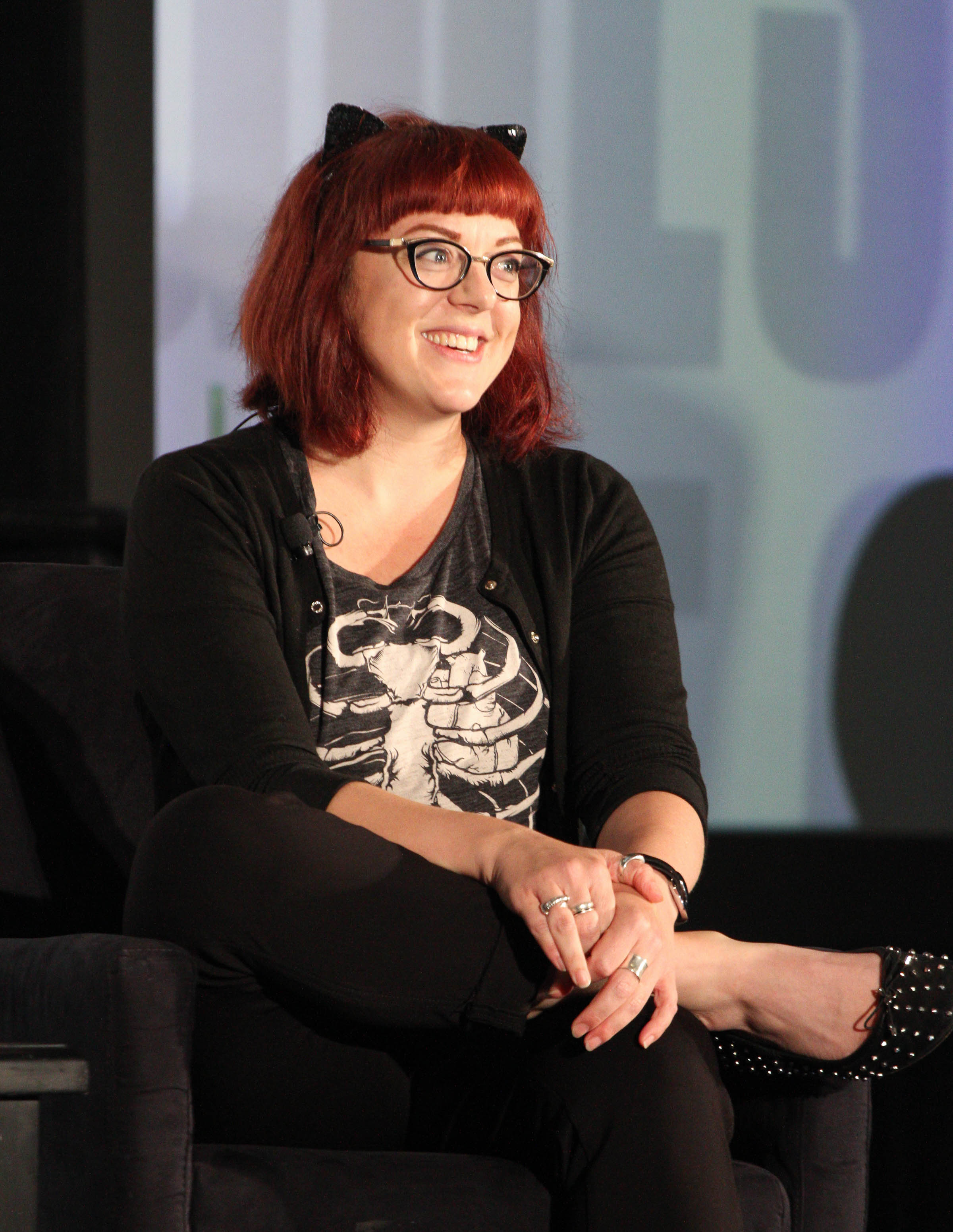
Victoria al National Book Festival de Washington, l'any 2019.

L'autora ha venut els drets d'adaptació d'algunes de les seves obres, tot i que els projectes encara no s'han portat a la pantalla.
- L'any 2013, Scott Free Productions, la productora de Ridley i Tony Scott, juntament amb Story Mining & Supply Co, van adquirir els drets de Vicious.[15] Jeffrey Sharp i Evan Hayes serien els encarregats de produir la pel·lícula, juntament amb Ridley Scott, Michael Schaefer i Allison Gillogly. Alexander Felix s'encarregaria d'adaptar el guió.[16]
- Sony Pictures va optar als drets de This Savage Song l'any 2016. Els encarregats de la producció serien Joby harold i Tory Tunnell.[17] La mateixa productora va aconseguir els drets de A Darker Shade of Magic.[18]
- La cadena de televisió The CW va iniciar l'adaptació de City of Ghosts en format sèrie l'any 2018.[19] ABC Signature i Searchlight Pictures van anunciar que s'afegien al projecte l'any 2021.[20]
- The CW també va anunciar en 2019 la seva intenció d'adaptar les dues novel·les de la sèrie The Archived al format televisiu.[21]
- La multinacional eOne es va fer amb els drets de The Invisible Life of Addie LaRue l'any 2021. Agustine Frizzell dirigirà el film.[22]
- L'any 2021 s'anuncia que Netflix convertirà la història curta «First Kill» en sèrie de televisió.[23]